# Jönköpings Södra IF
Jönköpings Södra IF er en svensk fodboldklub fra Jönköping i Småland, som siden 2006 har spillet i landets anden bedste liga, Superettan. Klubben spiller i den svenske række SuperEttan.
Klubben har spillet i alt ti sæsoner i landets bedste række Allsvenskan, med sæsonen i 1969 som den seneste. Bedste placering var en andenplads. 
Hjemmekampene bliver spillet på Stadsparksvallen, med en kapacitet til 5.200 tilskuere.